# Emotion (álbum de Barbra Streisand)
Emotion é o vigésimo terceiro álbum de estúdio lançado pela cantora estadunidense Barbra Streisand. As gravações ocorreram em onze estúdios de Los Angeles e dois de Nova York, com as colaborações de um número substancial de produtores e compositores. O lançamento ocorreu em outubro de 1984. Três singles foram lançados para promovê-lo: "Left In The Dark", "Make No Mistake, He's Mine", que traz a participação de Kim Carnes e a faixa-título.
A recepção da crítica especializada foi mista. William Ruhlmann, do site AllMusic, o avaliou com três estrelas de cinco e escreveu que "Streisand provou ser capaz de cantar de tudo, desde o R&B da "era espacial" de White, até a superprodução melodramática de Steinman", no entanto, pontuou que "faltou consistência". Edgar Augusto, do jornal brasileiro Diário do Pará, fez elogios, chamando-o de "cuidadoso" e "bem feito", porém criticou o caráter descartável de algumas das canções.
Comercialmente, apareceu em paradas de sucesso de diversos países. Nos Estados Unidos, teve como pico a posição de número 19, na parada Billboard 200, dessa forma, tornou-se o primeiro desde Songbird (que atingiu o #12), de 1978, a não entrar no top 10 da mesma, e o pico mais baixo com um de seus álbuns desde What About Today? (que atingiu o #31), de 1969. Apesar disso, foi certificado como disco de platina nos Estados Unidos (por mais de um milhão de cópias vendidas) e na Austrália (por mais de 70 mil cópias vendidas), e disco de ouro no Reino Unido (por mais de 100 mil cópias vendidas) e no Canadá (por mais de 50 mil cópias vendidas).

## Singles
"Left in the Dark" foi o primeiro single. O videoclipe é o primeiro da cantora destinado à MTV. As filmagens ocorreram em três dias em Los Angeles, em setembro de 1984, a direção é de Jonathan Kaplan e incluiu a participação de Kris Kristofferson. Na Billboard Hot 100, o single estreou na posição de #68, em 22 de setembro de 1984, e atingiu a posição de número cinquenta e passando doze semanas na tabela. Apareceu na parada de outros países, tais como: Austrália (#27), Bélgica (#27), Canadá (#87), Países Baixos (#28), e Reino Unido (#85).
O segundo single, "Make No Mistake, He's Mine", traz a participação de Kim Carnes. A revista Billboard disse que Streisand estava "maravilhosamente mal-humorada" no dueto. Outros veículos de comunicação compararam a "bela canção" a "The Girl Is Mine", de Michael Jackson e Paul McCartney dado o tema comum de possessividade entre rivais. Uma década depois, recebeu elogios pelas "performances vocais brilhantes" que soaram tão contemporâneas em 1993 quanto em 1984. Nas paradas de sucesso apareceu em #51 na Billboard Hot 100, #89 no Canadá, e #92 no Reino Unido.
O terceiro e último single é a faixa-título que apareceu por duas semanas na parada, estreou no número 81, em 9 de março de 1985, e ficou em número 79, posteriormente. Alguns fãs acreditaram que as rádios estavam boicotando a cantora, e fosse Madonna ou Cyndi Lauper as intérpretes da canção, a mesma seria mais executada nas rádios. Um videoclipe promocional foi dirigido por Streisand e Richard Baskin, no qual ela interpreta uma esposa frustrada, o ator Daltry o seu marido e Mikhail Baryshnikov aparecendo como amante de sua fantasia.

## Lista de faixas
Créditos adaptados do LP Emotion, de 1984.
| N.º | Título                                              | Compositor(es)                     | Duração |  |
| 1.  | "Emotion"                                           | Peter Bliss                        | 4:59    |  |
| 2.  | "Make No Mistake, He's Mine" (dueto com Kim Carnes) | Carnes                             | 4:12    |  |
| 3.  | "Time Machine"                                      | Maurice White, Martin George Page  | 4:54    |  |
| 4.  | "Best I Could"                                      | Bobby Whiteside, Richard Parker    | 4:20    |  |
| 5.  | "Left in the Dark"                                  | Jim Steinman                       | 6:19    |  |
| 6.  | "Heart Don't Change My Mind"                        | Diane Warren, Robbie Buchanan      | 4:54    |  |
| 7.  | "When I Dream"                                      | Kathy Wakefield, Richard Baskin    | 4:40    |  |
| 8.  | "You're a Step in the Right Direction"              | John Mellencamp, Streisand         | 3:54    |  |
| 9.  | "Clear Sailing"                                     | Peter McIan, Anne Black Montgomery | 3:56    |  |
| 10. | "Here We Are at Last"                               | Streisand, Richard Baskin          | 3:20    |  |

## Tabelas
| Tabela musical (1984)                 | Melhor posição |
| ------------------------------------- | -------------- |
| Áustria (Ö3 Austria Top 40)           | 13             |
| Países Baixos (Dutch Charts)          | 12             |
| Alemanha (Offizielle Deutsche Charts) | 40             |
| Nova Zelândia (RMNZ)                  | 25             |
| Noruega (VG-lista)                    | 13             |
| Suécia (Sverigetopplistan)            | 23             |
| Suíça (Schweizer Hitparade)           | 17             |
| Reino Unido (UK Albums Chart)         | 15             |
| Estados Unidos (Billboard 200)        | 19             |

| Tabela musical (1984) | Posição |
| --------------------- | ------- |
| US Cash Box           | 61      |

## Certificações e vendas
| País                  | Certificação | Vendas    |
| --------------------- | ------------ | --------- |
| Austrália (ARIA)      | Platina      | 70,000    |
| Canadá (Music Canada) | Ouro         | 50,000    |
| Estados Unidos (RIAA) | Platina      | 1,000,000 |
| Nova Zelândia (RMNZ)  | Platina      | 15,000    |
| Países Baixos (NVPI)  | Ouro         | 50,000    |
| Reino Unido (BPI)     | Ouro         | 100,000   |